# Bojko Mladenov
Bojko Mladenov (in bulgaro Бойко Младенов?; Blagoevgrad, 2 marzo 1981) è un ex cestista bulgaro.

## Carriera
Con la Bulgaria ha disputato due edizioni dei Campionati europei (2005, 2009).

## Palmarès
- Coppa di Jugoslavia: 1

Partizan Belgrado: 1999
- Campione di Bulgaria: 4

2001, 2005, 2006, 2007
- Coppa di Bulgaria: 7

Academic Sofia: 2006, 2007, 2008, 2012, 2013
Levski Sofia: 2001, 2010
- Lega Balcanica: 1

Levski Sofia: 2009-10